# Ламбер Сити (Џорџија)
Ламбер Сити (Џорџија) (енгл. Lumber City) град је у америчкој савезној држави Џорџија. По попису становништва из 2010. у њему је живело 1.328 становника.

## Демографија
Према попису становништва из 2010. у граду је живело 1.328 становника, што је 81 (6,5%) становника више него 2000. године.
| Група             | 2000.       | 2010.       |
| Белци             | 580 (46,5%) | 632 (47,6%) |
| Афроамериканци    | 641 (51,4%) | 678 (51,1%) |
| Азијати           | 0 (0,0%)    | 0 (0,0%)    |
| Хиспаноамериканци | 33 (2,6%)   | 14 (1,1%)   |
| Укупно            | 1.247       | 1.328       |